# Kai Moser
Kai Moser (* 1944 in Potsdam) ist ein deutscher Cellist. 

## Leben und künstlerisches Wirken
Er ist der Sohn von Hans Joachim Moser (deutscher Musikwissenschaftler, Komponist, Sänger und Schriftsteller) und seiner Frau Dorothea geb. Duffing; seine Schwester ist die Sängerin Edda Moser.
Den ersten Unterricht auf dem Violoncello erhielt er im Alter von acht Jahren. Er studierte in Berlin, Detmold sowie in den USA, u. a. in Austin/Texas bei George Neikrug. An der University of Texas at Austin wirkte Kai Moser von 1968 bis 1972 als Dozent für Violoncello. 1974 wurde er Mitglied des Symphonieorchesters des Bayerischen Rundfunks.
Von 1974 bis 1984 gehörte Kai Moser dem Bell'Arte Streichquartett an; von 1984 bis 2003 war er Mitglied des Röhn Trios München. Mit diesem Trio gab er über 500 Konzerte und spielte mehrere CDs ein.
Der Musiker lebt in der Nähe von München und ist mit der Sopranistin Edith Wiens verheiratet. Ihre Söhne sind der Cellist Johannes Moser und der Pianist Benjamin Moser.

## Diskografie (Auswahl)
- Erich W. Korngold: Piano Trio (1992, Calig)
- Brahms: Piano Trio (1995, Calig)
- Tanejew, Tschaikowski: Piano Trio (1996, Calig)
- Brahms: Klaviertrios/Piano Trios (1997, Calig)